# Myrmia micrura
El colibrí colicorto (Myrmia micrura), también denomninado colibrí enano, estrellita colicorta (en Ecuador) o estrellita de cola corta (en Perú), es una especie de ave apodiforme de la familia Trochilidae —los colibríes—, la única perteneciente al género monotípico Myrmia. Es nativo de una pequeña región de la vertiente del Pacífico del noroeste de América del Sur. 

## Distribución y hábitat
Es endémico de la región tumbesina del suroeste de Ecuador, desde el suroeste de Manabí, incluyendo la Isla de la Plata hacia el sur por el noroeste de Perú, hasta el norte de La Libertad.
Esta especie es considerada de poco común a común en sus hábitats naturales: los matorrales áridos, zonas de matorral y jardines. En tierras bajas, desde el nivel del mar hasta los 800 m de altitud, en Perú, apenas localmente o estacionalmente puede llegar hasta los 1200 m.

## Descripción
Mide 7 cm de longitud, lo que le hace ser, junto con el Chaetocercus heliodor (colibrí heliodoro) uno de los colibríes más pequeños de América del Sur.

Su plumaje es de color verde pálido, con dos parches laterales de color blanco. El cuello es de color púrpura metálico, rodeado por una franja pectoral blanca que se extiende a ambos lados del cuello. El pecho y vientre son de color blanco y la cola es corta y de color negro. El plumaje del macho y la hembra es muy similar.

## Sistemática

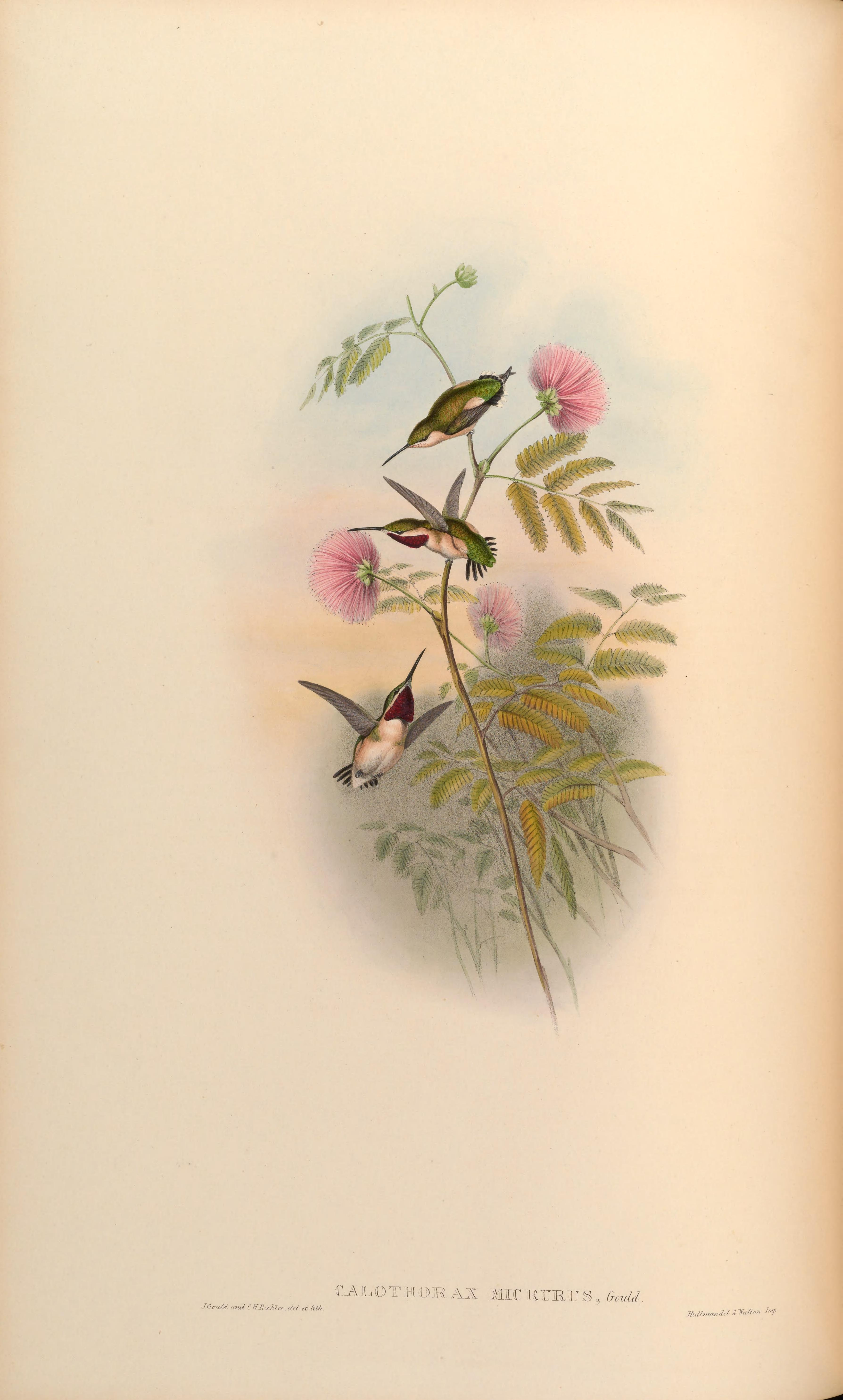
Calothorax micrurus, ilustración de Gould y Richter en A monograph of the Trochilidae, or family of humming-birds 3, 1861.

### Descripción original
La especie M. micrura fue descrita por primera vez por el ornitólogo británico John Gould en 1854 bajo el nombre científico Calothorax micrurus; su localidad tipo es: «Perú».
El género Myrmia fue propuesto por el ornitólogo francés Étienne Mulsant en 1876; la especie tipo originalmente designada por monotipia fue Calothorax micrurus, actual Myrmia micrura.

### Etimología
El nombre genérico femenino «Myrmia» se compone de las palabras del griego «muron» que significa ‘gracioso, encantador’, y «muia» que significa ‘mosca’ (o pequeño pájaro); y el nombre de la especie «micrura», se compone de las palabras del griego «mikros» que significa ‘pequeño’, y «oura» que significa ‘de cola’.

### Taxonomía
Es monotípica.